# I Like the Way You Kiss Me
«I Like the Way You Kiss Me» (en español:«Me gusta la forma en que me besas») es una canción del cantautor anglochipriota Artemas. Fue lanzado de forma independiente el 19 de marzo de 2024. El tema alcanzó el puesto número tres en la lista de sencillos del Reino Unido. Fuera del Reino Unido, encabezó las listas en Austria, Alemania, Letonia, Lituania, Polonia y Suecia, y alcanzó su pico máximo entre los diez primeros de las listas en varios países, incluidos Australia, Canadá, Francia e Irlanda., Nueva Zelanda y Noruega, y el top 20 de las listas en Bélgica (Flandes) y Estados Unidos.

## Antecedentes
Tras el lanzamiento de su mixtape debut Pretty en febrero de 2024 y después de haber presentado dos shows en The Lower Third en Londres, Artemas regresó al estudio de grabación y creó «I Like the Way You Kiss Me».Artemas anunció el sencillo el 15 de marzo en sus redes sociales.

## Composición
Musicalmente, «I Like the Way You Kiss Me» es una canción darkwave y pop alternativo, impulsada por "vibras ochenteras y sintetizadores pulsantes" que presenta un "collage de sonido oscuro y retro-futurista".Artemas presta su voz "canturreante y sombría" al coro como contraparte de la "energía cinética" de toda la pista. 
Líricamente, presenta la historia de una relación tensa, sin estar seguro de cuál es su posición y la de su pareja.Finalmente, confiesa que prefiere el sexo sobre los sentimientos "esforzándose más por lo físico".